# Gneu Octavi (cònsol 165 aC)
Gneu Octavi (en llatí Cnaeus Octavius) va ser un magistrat romà del segle ii aC. Era fill de Cnaeus Octavius, pretor l'any 205 aC. Formava part de la gens Octàvia, una família romana d'origen plebeu.
A l'hivern de l'any 170 aC va ser enviat a Grècia com a ambaixador, amb Gai Popil·li Laenes i el 169 aC ja retornat a Roma, va ser elegit un dels decemviri sacrorum. L'any 168 aC va ser pretor i va dirigir la flota contra Perseu de Macedònia. Després de la derrota de Perseu a la batalla de Pidna, (168 aC) Octavi va anar a Samotràcia on s'havia refugiat el rei macedoni. Perseu es va rendir a Octavi, el qual el va portar davant del cònsol Luci Emili Paul·le Macedònic, que era a Amfípolis.
L'any 167 aC va tornar a Roma amb el botí fet a la seva campanya i l'1 de desembre d'aquell va celebrar un triomf naval. La riquesa acumulada li va permetre viure amb esplendor i es va construir una gran casa al Palatí, que segons Ciceró va contribuir a la seva elecció com a cònsol. També va construir un pòrtic, anomenat Porticus Octavia.

## Consolat
L'any 165 aC va ser elegit cònsol amb Tit Manli Torquat. Va ser el primer de la família dels Octavii que arribava a aquesta màxima dignitat.
El 162 aC va ser enviat amb dos col·legues, a Síria on hi havia certa confusió i el Senat havia considerar que el moment era propici per reforçar els termes del tractat d'Apamea signat per Antíoc III el Gran, aprofitant la minoria d'Antíoc V Eupator. Però aquesta ambaixada li va costar la vida a Octavi. Era a un gimnàs a Laodicea del Licos quan va ser assassinat per un greco-sirià de nom Leptines. Es va acusar d'instigador el regent Lísies. Una estàtua seva es va posar a la rostra de Roma, que encara es conservava en temps de Ciceró.